# Joaquín Lavín
Pour les articles homonymes, voir Lavin (homonymie).
Joaquín José Lavín Infante, né le 23 octobre 1953 à Santiago du Chili, est un économiste et homme politique chilien. Membre de l'Union démocrate indépendante (UDI), maire des villes de Las Condes (1992-1999 et 2016-2021) et de Santiago (2000-2004), il occupe plusieurs postes ministériels entre 2010 et 2013 dans le gouvernement du président Sebastián Piñera.

## Biographie

### Situation personnelle
Né à Santiago du Chili, issu d'une famille nombreuse, Joaquín Lavín est le fils de Joaquín Lavín Pradenas, un propriétaire terrien, et de Carmen Infante Vial. 
Il fait des études d'ingénierie commerciale à l'université pontificale catholique du Chili et de journalisme à l'Université du Chili. Diplômé d'une licence en économie en 1976, Lavin épouse Maria Estela Leon Ruiz, rencontrée à l'université, avec qui il a sept enfants. Joaquín Lavín est membre de l’Opus Dei tout comme son épouse et l'un de ses frères, prêtre dans cet ordre catholique. 
Il poursuit ses études aux États-Unis où il est diplômé d'un master en économie de l'université américaine de Chicago en 1979. 
Âgé de 26 ans, il est d'abord doyen de la Faculté des sciences économiques et administratives de l'université de Concepción et rédacteur en chef pour les pages économiques (1981-1986) puis pour celles de l'information (1986-1988) du journal El Mercurio avant de devenir le collaborateur du ministre des Finances, Hernán Büchi durant la dernière année de la dictature militaire d'Augusto Pinochet. 
De janvier 1990 à 1996, il est doyen de la Faculté des sciences économiques de la Universidad del Desarrollo, dont il est l'un des cofondateurs au côté notamment des économistes Cristián Larroulet, Carlos Délano, Ernesto Silva, Hernán Büchi et Federico Valdés.

### Parcours politique
Membre de l'Union démocrate indépendante, Joaquín Lavín est élu maire de Las Condes en 1992 avec 31 % des voix, réélu en 1996 avec 77 % des voix face notamment à Michelle Bachelet (2,35 % des voix) avant de démissionner en 1999 pour se présenter à l'élection présidentielle. Qualifié au premier tour (47,52 % des voix), il échoue de justesse au second tour avec 48,69 % face à Ricardo Lagos. 
En 2000, il est élu maire de Santiago en 2000 avec 61 % des voix, devant Marta Larraechea, qui obtient 29 %. À l'issue de son mandat de quatre ans, en 2004, il ne représente pas.
Une nouvelle fois candidat à l'élection présidentielle en 2005, il est devancé dès le premier tour avec 23,2 % des voix par son concurrent de droite Sebastián Piñera (25,4 %), lequel affronta Michelle Bachelet au second tour en janvier 2006. Lavin apporte immédiatement son soutien à Piñera, qui est finalement battu par Michelle Bachelet. 
Lors des élections parlementaires de 2009, Joaquín Lavín est candidat au Sénat pour la circonscription de Quinta Costa. En raison du complexe scrutin binominal à un tour, deux sièges de sénateurs sont à pourvoir. Il arrive cependant troisième avec 27,9 % des voix derrière son concurrent de Rénovation nationale, Francisco Chahuán (28,1 %, élu), et le candidat de la Concertación, Ricardo Lagos Weber (33,1 %, élu).

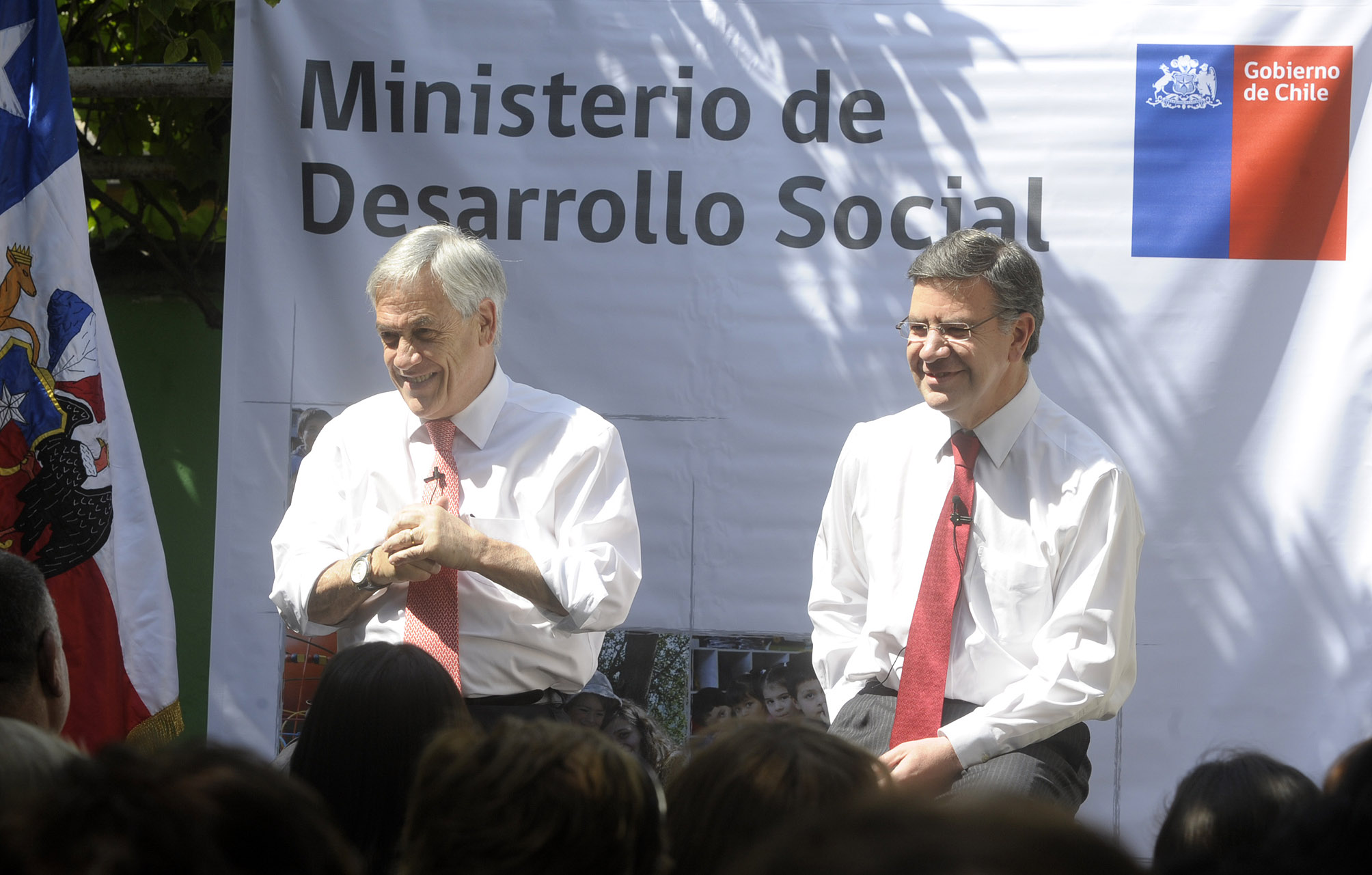
Joaquín Lavín et le président Sebastián Piñera en 2011.

Lors de l'élection présidentielle de 2009-2010, il fait campagne pour Sebastián Piñera, qui est cette fois élu. À la suite de sa nomination dans le gouvernement formé par Sebastián Piñera, il démissionne de ses fonctions à l'université du développement où il continuait d'enseigner. Il est successivement nommé ministre de l'Éducation le 11 mars 2010, puis de la Planification le 18 juillet 2011, enfin du Développement social le 13 octobre suivant. Il démissionne du gouvernement le 6 juin 2013 pour devenir directeur de campagne de Pablo Longueira, désigné candidat de l'UDI à l'élection présidentielle mais qui renonce peu après.
En octobre 2016, Joaquín Lavín est candidat aux élections municipales dans la ville de Las Condes. Il remporte le scrutin avec 78 % des voix et retrouve ainsi le poste de maire qu'il avait occupé de 1992 à 1999. Il ne se représente pas en 2021.
En 2021, Lavín se présente à la primaire pour désigner le candidat de la coalition de droite Chile Vamos à l'élection présidentielle du mois de novembre. Lors du scrutin, le 18 juillet, il termine en deuxième position des quatre candidats avec 31 % des voix exprimées, Sebastián Sichel l'emportant avec 49 %.